# Travis Daniels
Travis Daniels (Tuscaloosa, Alabama, 25 de junio de 1992) es un jugador de baloncesto estadounidense que actualmente juega para Gimnasia y Esgrima de Comodoro Rivadavia de la Liga Nacional de Básquet de Argentina. Con 2,03 metros de estatura, juega en la posición de alero.

## Trayectoria deportiva
Es un ala-pívot formado en Shelton State y en los Mississippi State Bulldogs, tras no ser drafteado en el draft de 2016, debutó como profesional en la temporada 2016-17 en las filas del CS Phoenix Galaţi rumano y acabaría la temporada en el BC Balkan Botevgrad búlgaro.
En verano de 2017, firma por el Rethymno BC de la A1 Ethniki procedente del CS Phoenix Galaţi rumano con el que promedió 9 puntos y 3,5 rebotes por partido.
El 7 de octubre de 2021, fichó por Iraklis BC de la A1 Ethniki, la primera categoría del baloncesto griego.
El 6 de julio de 2024 fichó por los Piratas de Los Lagos de la Liga BásquetPro de Ecuador. Concluida la participación de su equipo en el torneo ecuatoriano, el 11 de septiembre de ese mismo año fue anunciado como refuerzo de Gimnasia y Esgrima de Comodoro Rivadavia de la Liga Nacional de Básquet de Argentina.